# Noia amb un barret de flors
Noia amb barret de flors (en francès, Jeune fille au chapeau fleuri) és una escultura d'Auguste Rodin, conservada a París, al Museu Rodin. Feta en terracota, és una obra de joventut de Rodin, quan treballava sota la direcció de l'eclèctic escultor Albert-Ernest Carrier-Belleuse, la influència del qual es nota en aquest bust d'una jove amb caràcter decoratiu, sobretot amb aquest barret inclinat decorat amb flors i les línies ondulades de la indumentària que donen un moviment i una animació neo-barroca. La mirada de la jove -els ulls enfonsats- dóna una certa presència a l'obra i anuncia una modernitat inquietant, tot i que aquest resultat és fruit d'accidents de cuina. Rodin també accentua el joc d'ombres i llum treballant l'argila amb nombrosos relleus.
Rodin es va inspirar en Rose Beuret (1844-1917), la seva musa i la seva dona, per esculpir aquesta obra.

## Característiques
- Data: entre 1870 i 1875
- Dimensions: 34 × 69 × 30
- Materials: terracota